# Pothos keralensis
Pothos keralensis là một loài thực vật có hoa trong họ Ráy (Araceae). Loài này được A.G.Pandurangan & V.J.Nair miêu tả khoa học đầu tiên năm 1994.